# 南开大学社会学院
南开大学社会学院，位于天津市津南区南开大学津南校区于2023年12月在南开大学社会学系基础上组建，首任院长为社会学家张文宏。

## 历史沿革

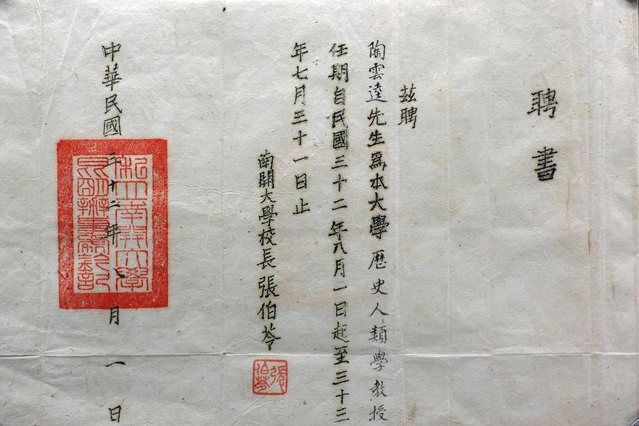
南开大学张伯苓致人类学家陶云逵的聘书

1919年南开大学建校初期，先后设立社会学部、人类学系、哲学社会学系、边疆人文研究室，出版《边疆人文》杂志，开创社会学文化学派。
1949年以后，南开大学社会学科停办。1980年代，在社会学家费孝通的推动下，南开大学重建社会学科。
2023年11月25日，南开大学社会学1987级硕士校友周达，捐赠人民币500万元支持南开大学社会学学科发展，是南开大学社会学院筹建以来的首笔捐款。12月23日，南开大学社会学院举办成立大会。

## 系所设置
南开大学社会学院下设社会学系、社会工作与社会政策系、社会心理学系，社会建设与管理研究院，人类学研究所、人口学研究所和若干研究中心。